# Espiral hiperbòlica

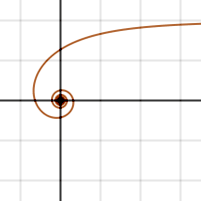
Espiral hiperbòlica de rθ = 2

Una espiral hiperbòlica és una corba plana transcendent coneguda també com a espiral recíproca. Es caracteritza per la propietat de què les coordenades polars dels punts que la componen són inversament proporcionals entre si. En aquest sentit, es pot veure com la inversa de l'espiral d'Arquímedes.
La corba va ser descrita per primera vegada per Pierre Varignon en 1704. Va ser estudiada per Johann Bernoulli entre el 1710 i 1713, i Roger Cotes en 1722.

## Equació de la corba
L'equació de la corba en coordenades polars és:
{\displaystyle r\theta =a\,},
on {\displaystyle a} és una constant real.
L'expressió de la corba en coordenades paramètriques és:
{\displaystyle {\begin{matrix}x&=&a{\cos t \over t}\\y&=&a{\sin t \over t}\end{matrix}}}
on el paràmetre {\displaystyle t} és l'equivalent a la coordenada polar {\displaystyle \theta }.

## Característiques
La corba comença a una distància infinita del pol central i envolta el pol cada cop més ràpid a mesura que s'hi apropa. La longitud total recorreguda és infinita, i també ho és la distància mesurada resseguint la corba des de qualsevol punt de l'espiral al pol. L'espiral té una asímptota a {\displaystyle y=a}, com ho demostra el següent límit:
{\displaystyle \lim _{t\to 0}x=a\lim _{t\to 0}{\cos t \over t}=\infty ,}
{\displaystyle \lim _{t\to 0}y=a\lim _{t\to 0}{\sin t \over t}=a\cdot 1=a.}
Per {\displaystyle a>0}, la corba gira en sentit antihorari cap al pol, per {\displaystyle a<0} en sentit horari; per {\displaystyle a=0}, l'espiral es redueix a un únic punt, el pol.
Fent rodar l'espiral hiperbòlica fent contacte amb una recta, el pol de l'espiral ressegueix una tractriu.